# 海牙市立美术馆
海牙市立美術館（荷蘭語：Gemeentemuseum Den Haag），位於荷蘭海牙的一座美術館。美術館修建於1931年至1935年，是一座現代風格的建築。

## 画廊

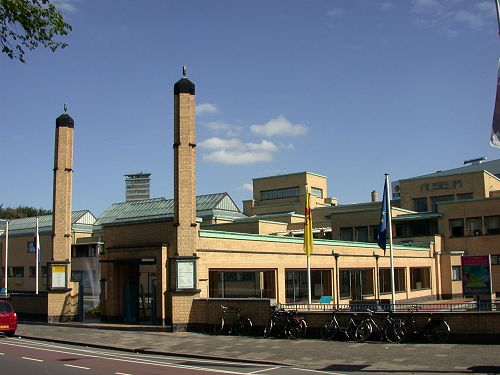
海牙美术馆
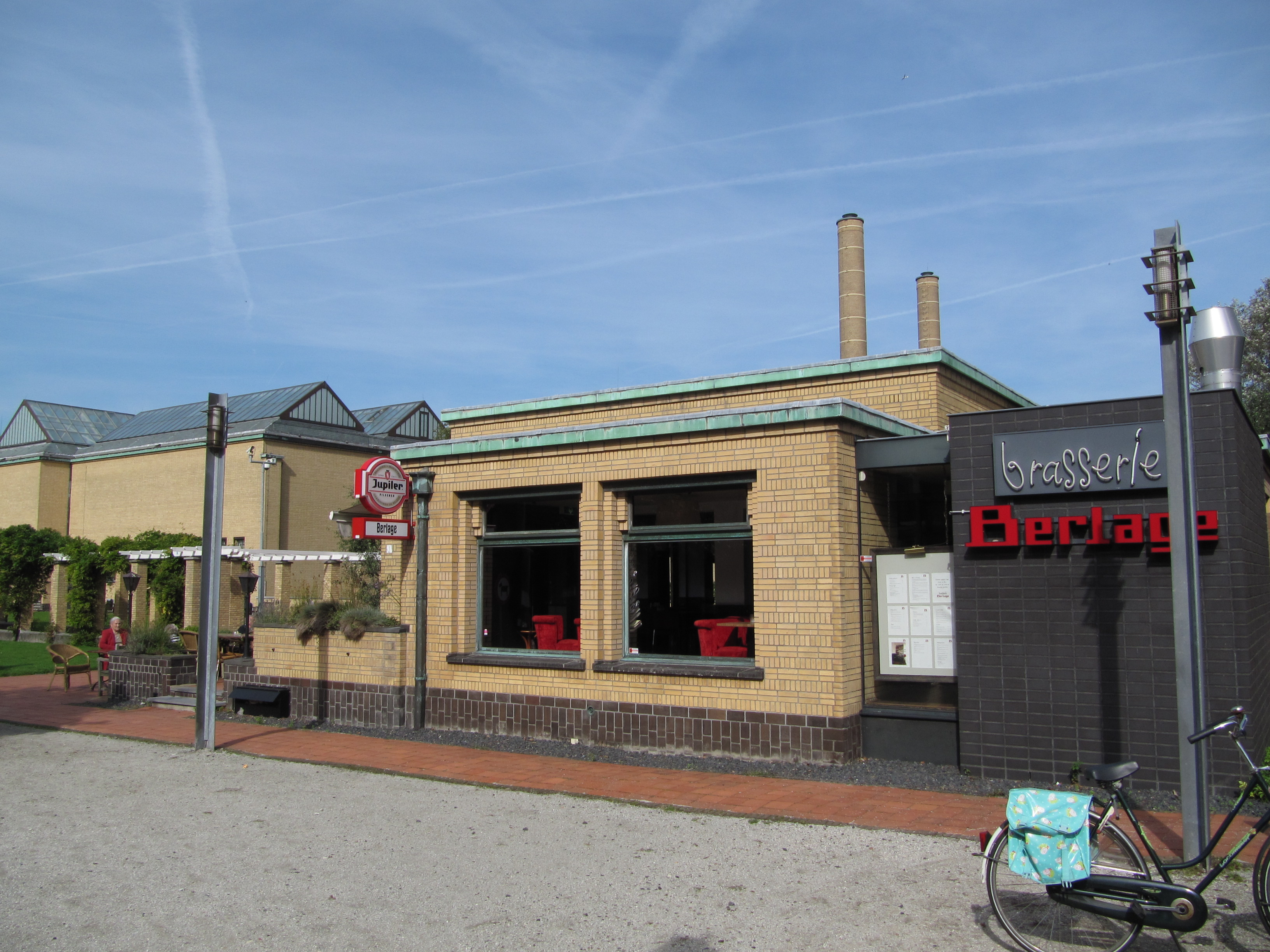
海牙美术馆
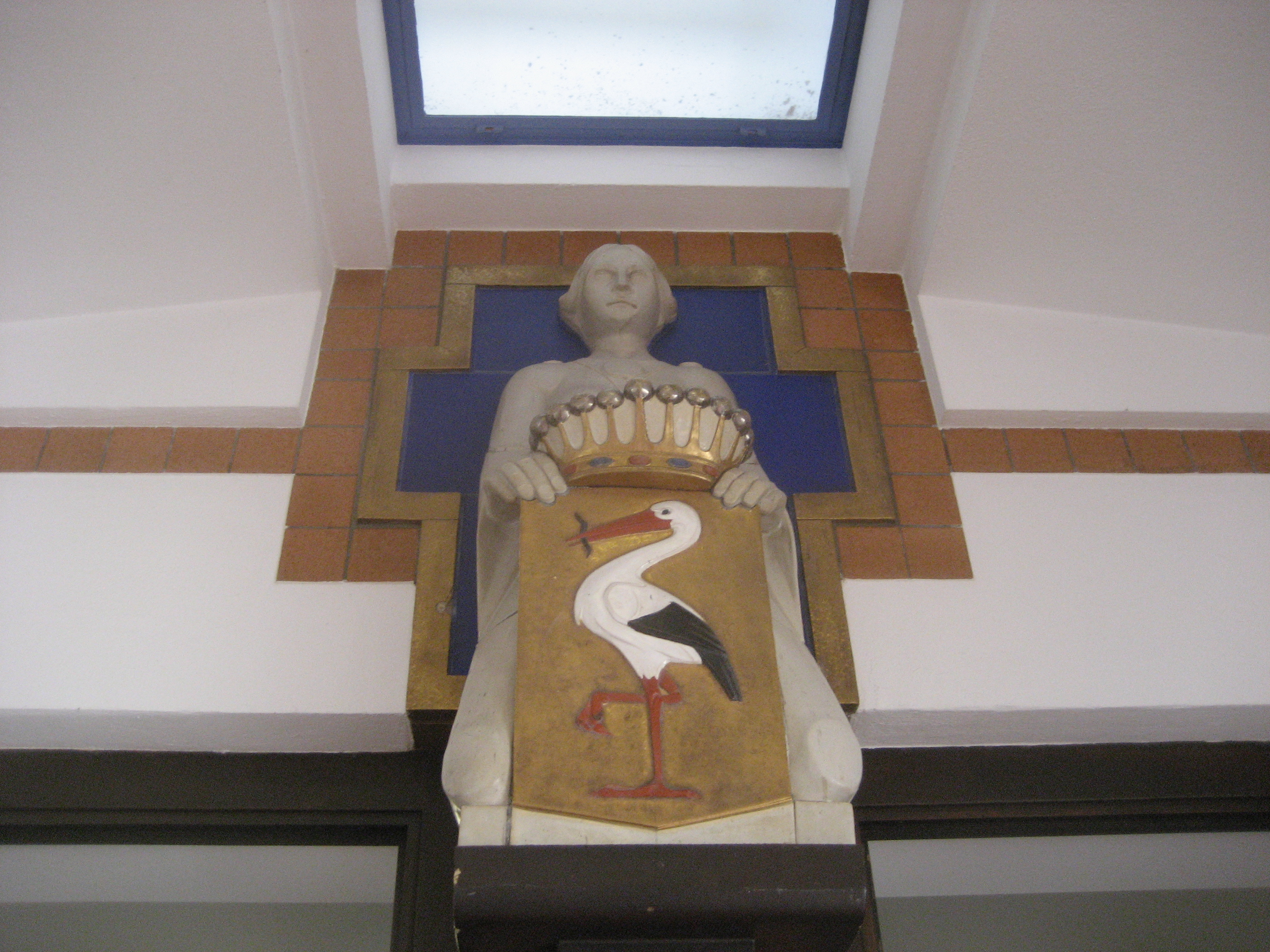
大门处的雕塑

## 营业时间
- 周二-周日：上午11点-下午5点

## 外部連結
- Official website （页面存档备份，存于）